# Географія Румунії

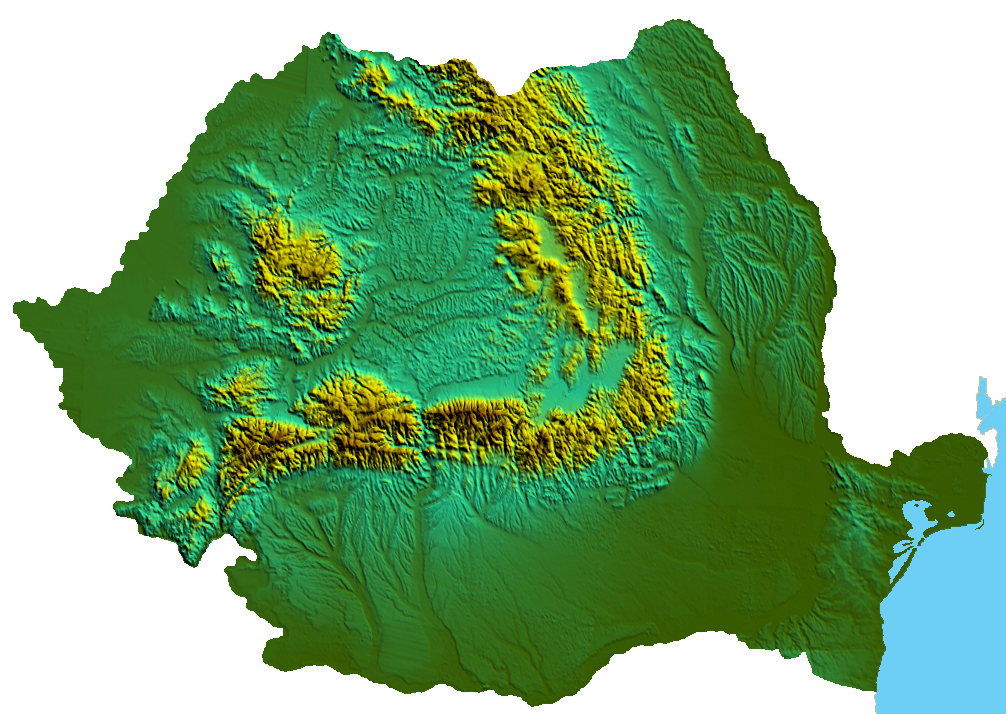
Фізична мапа Румунії

Румунія (рум. România) — держава у південній частині Європи, переважна частина площі розташована у басейні нижньої течії Дунаю. Площа країни 237,5 тис. км²; суходолу — 230,4 тис. км², водної поверхні — 7,1 тис. км². На сході омивається Чорним морем. Значна частина країни являє собою хребти Карпатських гір і різні височини, на півдні й крайньому заході — низовини.

## Назва
Етимологія назви сучасної країни Румунія (рум. România — країна римлян) пов'язана з Римською імперією, яка завоювала Дакію (лат. Dacia — країна даків), велика частина території сучасної держави, а її жителів латинізувала (романізувала). Старі варіанти назви включають Rumania та (під впливом французького правопису) Roumania.
Валахія, слов'янська назва країни, від гот. walh — кельти, а згодом й інші латинізовані племена. Ця германська форма походить від назви кельтського племені Volcae. Порівняйте з етимологією назви Уельс (Wales) і Валлонія (Wallonia).

## Розташування

Румунія на мапі Європейського Союзу

Кордони країни визначені мирним договором 1947 року, загальна довжина кордонів суходолом складає 2915 км. Румунія межує на півночі з Україною (614 км; Закарпатська, Івано-Франківська, Чернівецька і Одеська області), на північному сході — із Молдовою (681 км), на південному заході — із Сербією (544,3 км), на північному заході — з Угорщиною (444,8 км), а на півдні — з Болгарією (631,3 км). На сході територія Румунії омивається водами Чорного моря.

## Геологія

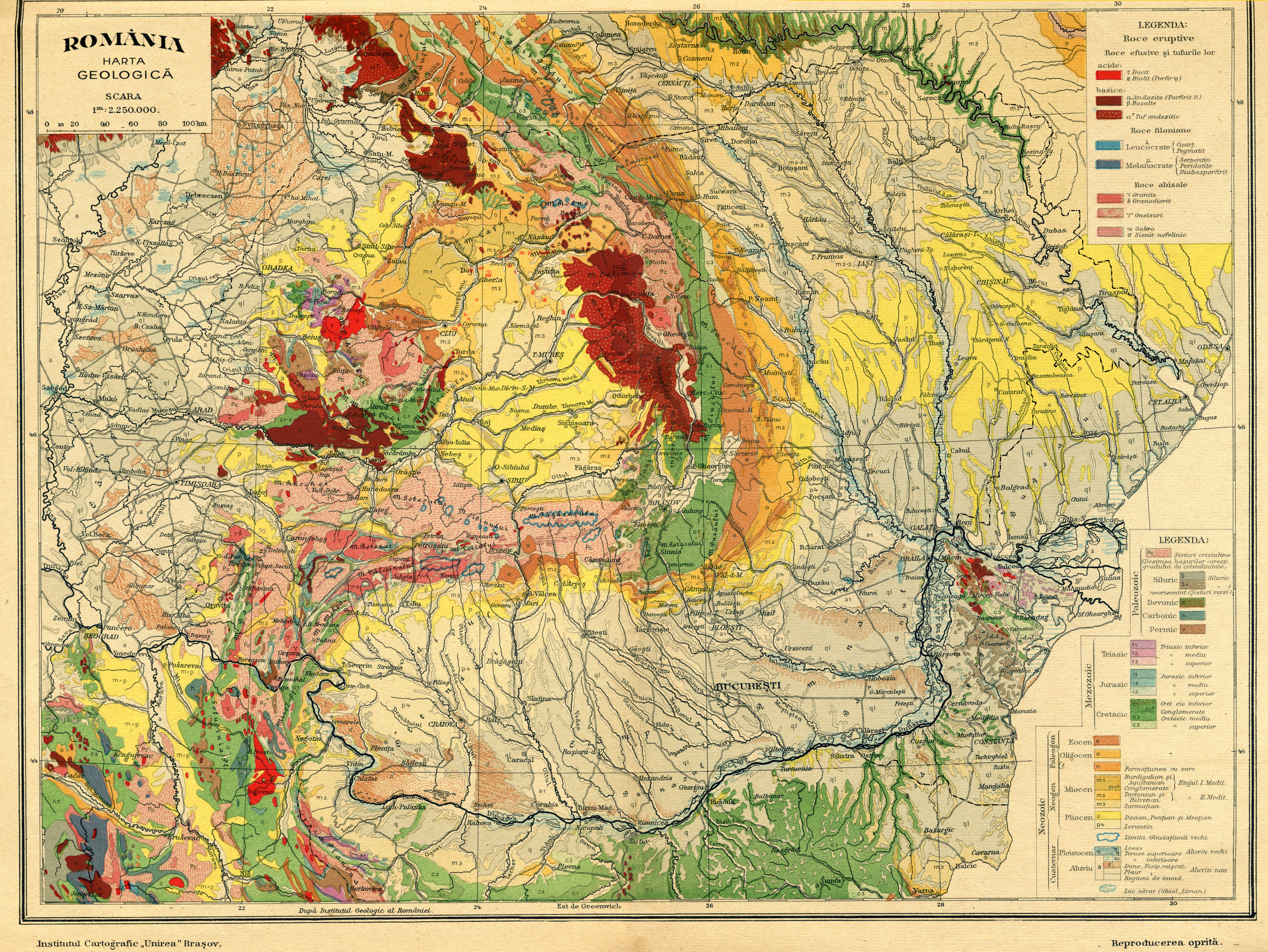
Геологічна карта Румунії

Гірський масив Вранча, зона давньої вулканічної діяльності на стику Східних і Південних Карпат, джерело землетрусів, що можуть зачіпати територію України, особливо місто Одесу.

### Корисні копалини

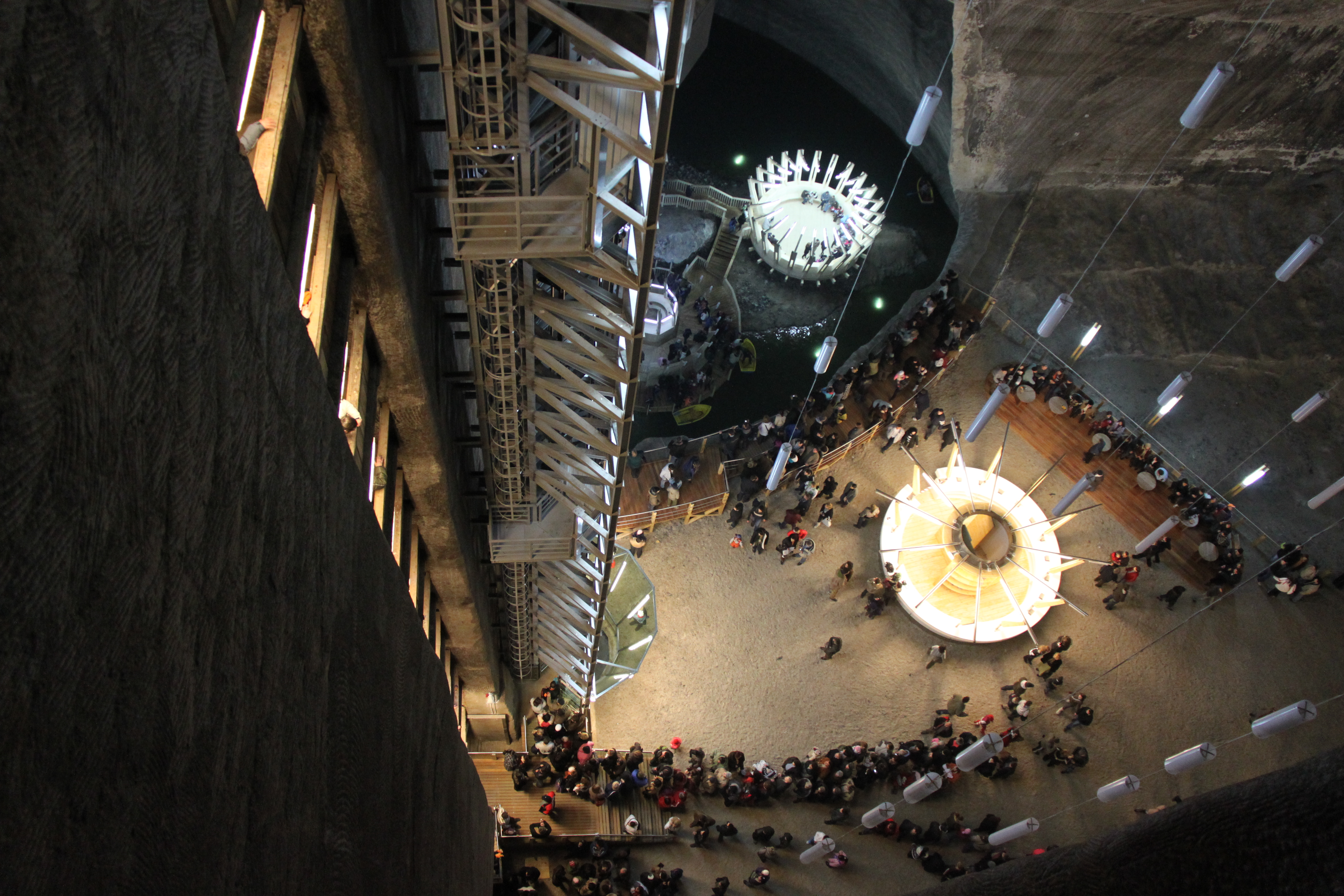
У соляній шахті Саліна Турда

Поклали нафти, газу, вугілля (загальні запаси 6—7 млрд тон) переважно представлене лігнітом, кам'яного вугілля мало, залізної руди (Хунедоара), бокситів (Апусені), мідних руд (Марамуреш, Добруджа), мангану (Північна Молдова і Банат), свинцю і цинку (Марамуреш), кам'яної солі (Трансільванія, передгір'я Карпат). Нафтоносні площі простягнулися вздовж зовнішнього південного і східного флішового краю Карпат (долина річки Прахова, район Бакеу, родовище Билтені в Олтенії)., газоносні знаходяться здебільшого на Трансільванському плато (Копша-Міке, Сирмишел). Найбільші родовища бурого вугілля зосереджені в долині річки Джіу (район Петрошань), лігніту — в південній частині Підкарпаття, кам'яного вугілля — поблизу Решиці. У масиві Вранча розвідані родовища комплексних уранових руд, що містять також золото, срібло та деякі рідкісноземельні метали. Румунія цілком забезпечена будівельними ресурсами: гіпсом, крейдою, каоліном, кварцовим піском.

## Рельєф
Значну частину території Румунії займають гори (30 %) і височини (37 %). У північних і центральних районах розташовані Східні (найвища точка — гора П'єтрос, 2305 м) і Південні Карпати, або Трансильванські Альпи (найвища точка — гора Молдовяну, 2544 м), які утворюють у плані кільцеподібну структуру, що займає 2/5 площі країни. Східні й Південні Карпати розділяє долина річки Прахова і перевал Предял. Карпати мають чимало зручних перевалів і не є природним непрохідним бар'єром для транспортних зв'язків. На захід від долини річки Мурешул — середньовисотні Західні Румунські гори, або Апусені (рум. Munţii Apuseni). Між ними і Карпатами знаходиться Трансильванське плато (250—800 м). На півдні Румунії розташована Нижньодунайська рівнина (Валахська), обмежена річкою Дунай, на заході — Західна рівнина (Притисенська), частина Середньодунайської рівнини. На схід від річки Серет — Молдавське плато, на південний-схід за Дунаєм — плато Добруджа.
|                                  |                                   |                |                         |                |
| Топографічна мапа Румунії (рум.) | Топографічна мапа Румунії (англ.) | Гора Молдовяну | Нижньодунайська рівнина | Сфінкс Бучеджі |

Головна фізико-географічна особливість Румунії — Карпатська гірська система. Цей складний ланцюг гір проходить через всю країну від українського кордону на півночі до кордону з Сербією на південному заході у формі підкови, що замикається на захід від гір Апусені. Єдиний район, розташований на південь від Дунаю, Добруджа, має невисокі горби і частково заболочений. Всередині гірської дуги Карпат знаходиться Трансильванія (звана угорцями Ерделі) — горбиста високопродуктивна територія. На її західній околиці, всередині гір Апусені, розташований нерівномірно вкритий лісом масив Біхор.

### Узбережжя
На сході територія Румунії омивається водами Чорного моря. Довжина чорноморського узбережжя складає 244 км. Умовно його можна розділити на 3 частини:
- північна — вирівняне акумулятивне узбережжя дельти Дунаю. Рукава Дунаю: Георгіївське гирла, Сулинське, Кілійське, останнім проходить кордон між Україною та Румунією.
- центральна (між Мусурою й мисом Мідія) — низькі, місцями заболочені, з численними островами, прибережними косами, лиманами, лагуни (Сютгйол). Найбільший курорт країни — Мамая.
- південна — абразійно-бухтове урвисте високе узбережжя з мисами і піщаними пляжами[1], що вирівнюється під дією хвильових процесів. Хоча й слабо розчленоване, але можливе спорудження штучних гаваней. Найбільший порт країни — Констанца.

## Клімат
Клімат Румунії на низовинах та височинах помірно-континентальний, з жарким і сухим літом і короткою, порівняно м'якою зимою; у горах клімат більш суворий, з прохолодним літом і холодною зимою, а також більшими опадами. Середня температура січня близько 0°С на узбережжі, -5 °С на рівнині, до -10 °С (місцями нижче) у горах. Середня температура липня на рівнині +20–23 °С, у горах +8–16 °С. На узбережжі клімат сухий, степовий, з впливом морського вологого повітря, схожий на кримський. Західний перенос повітряних мас значно зменшує вплив Чорного моря на узбережжя (вузька смуга 10–15 км). На узбережжі Чорного моря (в районі Мамая) купальний сезон триває з кінця червня до кінця вересня. Найбільша кількість опадів (1200–1500 мм на рік) — на західних схилах найвищих гірських вершин; на рівнині та передгір'ї випадає 400–700 мм, у дельті Дунаю та на узбережжі Чорного моря — 300–400 мм на рік. Максимальну кількість опадів західні вітри забезпечують у квітні-липні, тобто у першій половині вегетаційного періоду; друга половина літа і осінь — жаркі та сухі, що є дуже зручним для збирання врожаю; мінімальна кількість опадів — у грудні-лютому. Наприкінці літа на Нижньодунайській рівнині іноді трапляється посуха. Тривалість снігового покрову у горах зазвичай 3–4 місяці, у передгір'ї 1–2 місяці. На рівнині сніговий покрив нестійкий.
Кліматичні умови в цілому сприятливі для розвитку сільського господарства, але деякі східні райони (Добруджа) потребують штучного зрошення. Сума активних температур в районі плато Добруджа дозволяє вирощувати навіть такі теплолюбиві культури як рис і бавовник.

## Гідрографія
Румунія одночасно придунайська і причорноморська країна. Уся її територія країни, за винятком вузької причорноморської смуги, належить до стічного басейну Дунаю. Дунай для Румунії є переважно прикордонною річкою, лише невеликий відрізок перетинає її територію (від Келераші до Галацу). Вихід у Чорне море здійснюється не стільки через Дунай, скільки через порт Констанцу, водночас вхід у Дунайську міжнародну водну транспортну систему і вихід з неї в море пролягає через територію Румунії і контролюється нею. Найважливішим для Румунії є 150 км відрізок Дунаю від гирла до портів Галац і Бреїла. Уведений в експлуатацію в 1984 році канал Дунай — Чорне море (50 км) з'єднав найкоротшим шляхом порт Констанца з Дунаєм.

### Річки
Річкова мережа країни досить густа. Головна річка — Дунай (рум. Dunărea); найбільші притоки — Прут (рум. Prut), Сірет (рум. Siret), Олт (рум. Olt), Яломиця (рум. Ialomița), Жіу (рум. Jiu). Судноплавні річки: Дунай (до Браїли навіть морські судна), Прут, канал Беґа (ділянка річки Бега від Тимішоари, притока Тиси).
Гірський і передгірний рельєф зумовлює достатні запаси гідроенергоресурсів (13 млн кВт), з них більша частина припадає на Дунай, інші на Жіу, Яломіцу, Олт, Муреш, Сірет та інші.

## Ґрунти
У низовинах розповсюджені здебільшого чорноземи та чорноземоподібні ґрунти, для яких характерна висока природна родючість. У долинах річок зустрічаються лучні чорноземи, а у заплаві Дунаю — різноманітні типи болотних ґрунтів. У прогинах Нижньодунайської рівнини та на узбережжі Чорного моря — місцями солончаки. Середню частину Добруджи займають каштанові ґрунти на лесах. У передгір'ї та на високих плато розвинені сірі та бурі лісові ґрунти. Гірські різновиди цих ґрунтів можна зустріти і на нижніх частинах схилів (до висоти 1200–1500 м). Вище формуються підзолисті (під хвойними лісами) та гірсько-лучні скелетні ґрунти. Природні пасовища та альпійські луки сприяють розвитку тваринництва. На карбонатних породах подекуди розвинені рендзини.
Значна частина країни розорана, особливо родючі чорноземи й алювіальні ґрунти Нижньодунайської низовини. Для підвищення родючості на низовинах проводиться система меліоративних заходів: зрошування, осушення, будівництво дамб. Торф'яно-болотисті ґрунти дельти Дунаю майже непридатні для господарського використання. Трансільванське плато сильно еродоване, лише в його південній частині розташовується зручний для землеробства Трансільванський степ.

## Рослинність

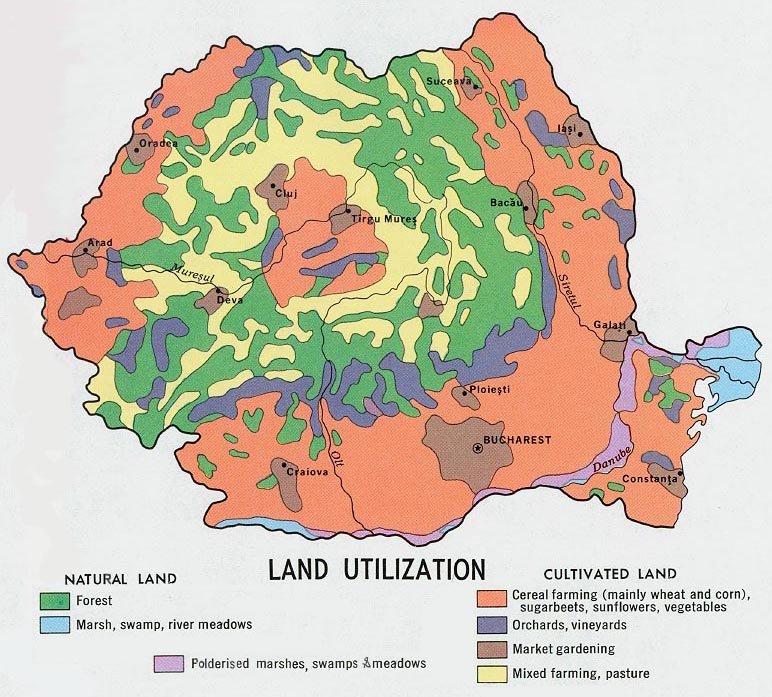
Використання земель, 1970 рік

Румунські гори вкриті лісами (1/4 території країни): у верхній частині хвойними, в нижній — листяними. Румунія виділяється в Європі запасами твердої деревини помірних широт (бук і дуб). Рівнинна територія представлена степовою та лісостеповою рослинністю. В плавнях Дунаю великі площі займають зарості очерету та інших болотяних рослин.

## Охорона природи

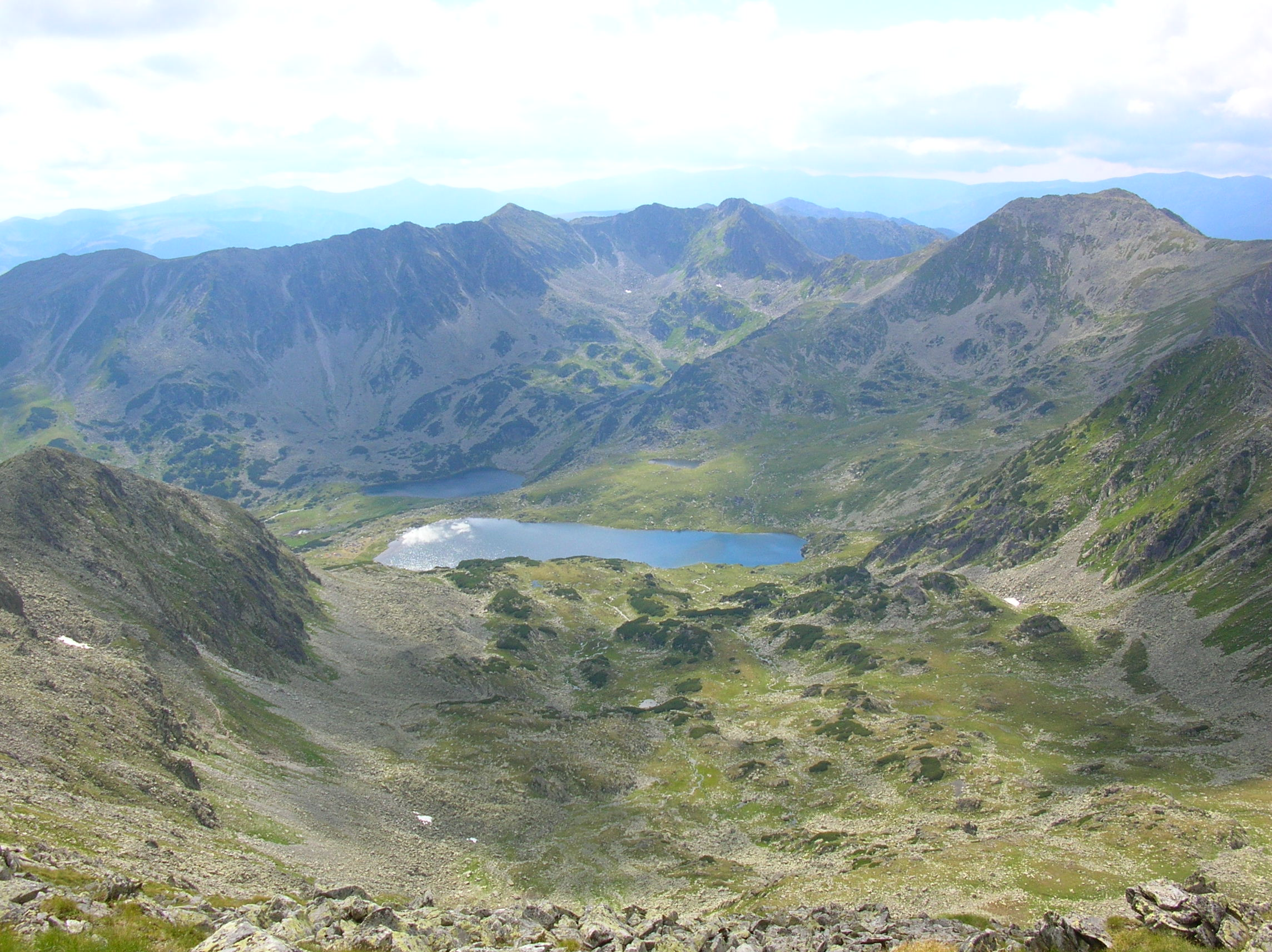
Льодовикове озеро у національному парку Ретезат

Найвідоміші природоохоронні об'єкти на території Румунії: національний парк Ретезат у Південних Карпатах, Дунайський заповідник.
На території Алба повіту розташована пам'ятка природи національного значення Ропа Рози (Червоний яр).

## Фізико-географічне районування
Фізико-географічно територію Румунії можна розділити на 9 регіонів 3 типів (гори, височини, рівнини), що відрізняються один від одного рельєфом, кліматом, рослинним покривом:
- Південні Карпати — найвищі хребти Румунії, складені загалом кристалічними породами з добре вираженою висотною поясністю ландшафтів.
- Східні Карпати складені в осьовій зоні кристалічними і вулканічними породами, по периферії — флішем, із мішаними лісами і субальпійськими луками на схилах.
- Західні Румунські гори — окремі кристалічні вулканічні і вапнякові масиви, вкриті лісами і субальпійськими луками.
- Підкарпаття — східні й південні, сильно розчленовані передгір'я Карпат з дубовими і буковими лісами.
- Трансільванське плато — сильно розоране внутрішньогірське плато, з переважно лісостеповими ландшафтами.
- Молдовська височина інтенсивно розчленована ґрунтовою ерозією, характеризується чергуванням ріллі й дібров.
- Добруджа — столове, місцями закарстоване плато.
- Середньодунайська рівнина складена алювієм, з плоским рельєфом, загалом сильно розорана.
- Нижньодунайська рівнина — плоска розорана алювіальна рівнина, прорізана сильно заболоченою долиною Дунаю.